# 巴勒斯坦国的国际承认

巴勒斯坦国的国际承认情况

截至2025年3月，巴勒斯坦国已获得147个联合国会员国、梵蒂岡和阿拉伯撒哈拉民主共和國的全面外交承认。2025年7月29日，法國外交部長巴羅與安道爾、澳大利亞、加拿大、芬蘭、冰島、愛爾蘭、盧森堡、馬耳他、新西蘭、挪威、葡萄牙、聖馬力諾、斯洛文尼亞和西班牙14個國家外長發表聯合聲明，表示「願意承認巴勒斯坦國」，並邀請尚未表態承認的國家加入這一集體呼籲。

## 联合国会员国
截至2025年3月，联合国的193个成员国中共有145 个（75.1%）对巴勒斯坦予以承认。下表基于2011年巴勒斯坦加入联合国的运动中巴解组织以及联合国常驻观察员组织的表格。
其中以星号（*）标记的国家明确承认1967年6月4日时的疆界（包括诸如约旦河西岸、加沙地带及东耶路撒冷），即第三次中东战争前的界限。
| 序号 | 国家             | 承认时间        | 外交关系 | 注释 |
| ---- | ---------------- | --------------- | -------- | --- |
| 1    | 阿尔及利亚       | 1988年11月15日  | 是       | 阿拉伯国家联盟 (阿盟), 伊斯兰合作组织, 非洲联盟 (非盟); 阿尔及利亚—巴勒斯坦关系 |
| 2    | 巴林             | 1988年11月15日  | 是       | 阿盟, 海湾阿拉伯国家合作委员会 (海合会), 伊斯兰合作组织; 巴林—巴勒斯坦关系 |
| 3    | 伊拉克           | 1988年11月15日  | 是       | 阿盟, 伊斯兰合作组织; 伊拉克—巴勒斯坦关系 |
| 4    | 科威特           | 1988年11月15日  | 是       | 阿盟, 海合会, 伊斯兰合作组织; 科威特—巴勒斯坦关系 |
| 5    | 利比亞           | 1988年11月15日  | 是       | 阿盟, 伊斯兰合作组织, 非盟; 利比亚—巴勒斯坦关系 细节 由大阿拉伯利比亚人民社会主义民众国承认。 |
| 6    | 马来西亚         | 1988年11月15日  | 是       | 东南亚国家联盟 (东盟), 伊斯兰合作组织; 马来西亚—巴勒斯坦关系 |
| 7    | 毛里塔尼亚       | 1988年11月15日  | 是       | 阿盟, 伊斯兰合作组织, 非盟 |
| 8    | 摩洛哥           | 1988年11月15日  | 是       | 阿盟, 伊斯兰合作组织, 非盟; 摩洛哥—巴勒斯坦关系 |
| 9    |                  | 1988年11月15日  | 是       | 阿盟, 伊斯兰合作组织, 非盟 细节 由索马里民主共和国承认。 |
| 10   | 突尼西亞         | 1988年11月15日  | 是       | 阿盟, 伊斯兰合作组织, 非盟; 巴勒斯坦—突尼斯关系 |
| 11   | 土耳其           | 1988年11月15日  | 是       | 二十国集团, 北大西洋公约组织 (北约), 伊斯兰合作组织, 突厥国家组织; 巴勒斯坦—土耳其关系 |
| 12   | 葉門             | 1988年11月15日  | 是       | 阿盟, 伊斯兰合作组织; 巴勒斯坦—也门关系 细节 也門統一之前，也门民主人民共和国与阿拉伯也门共和国皆予以承认。在统一之前一封致联合国秘书长的联合信件中，南北也门外交部长宣称：“阿拉伯也门共和国、也门民主人民共和国以及其他国家和国际组织缔结的，于1990年5月22日生效的国际法中所有条约和协定将继续生效，而1990年5月22日也门民主人民共和国、阿拉伯也门共和国与其他国家的国际关系也将继续维持。”             |
| 13   | 阿富汗           | 1988年11月16日  | 是       | 伊斯兰合作组织, 南亚区域合作联盟 (南盟); 阿富汗—巴勒斯坦关系 细节 由阿富汗民主共和国承认。 |
| 14   |                  | 1988年11月16日  | 是       | 伊斯兰合作组织, 南盟; 孟加拉国—巴勒斯坦关系 |
| 15   | 古巴             | 1988年11月16日  | 是       | —; 古巴—巴勒斯坦关系 |
| 16   | 印度尼西亞       | 1988年11月16日  | 是       | 东盟,二十国集团, 伊斯兰合作组织; 印度尼西亚—巴勒斯坦关系 |
| 17   | 约旦             | 1988年11月16日  | 是       | 阿盟, 伊斯兰合作组织; 约旦—巴勒斯坦关系 |
| 18   | 马达加斯加       | 1988年11月16日  | 否       | 非盟 细节 由马达加斯加民主共和国承认。 |
| 19   | 尼加拉瓜         | 1988年11月16日  | 是       | — |
| 20   | 巴基斯坦         | 1988年11月16日  | 是       | 伊斯兰合作组织, 南盟; 巴基斯坦—巴勒斯坦关系 |
| 21   |                  | 1988年11月16日  | 是       | 阿盟, 海合会, 伊斯兰合作组织; 巴勒斯坦—卡塔尔关系 |
| 22   | 沙烏地阿拉伯     | 1988年11月16日  | 是       | 阿盟, 二十国集团, 海合会, 伊斯兰合作组织; 巴勒斯坦—沙特阿拉伯关系 |
| 23   | 阿联酋           | 1988年11月16日  | 是       | 阿盟, 金砖国家, 海合会, 伊斯兰合作组织; 巴勒斯坦—阿联酋关系 |
| 24   | 塞爾維亞         | 1988年11月16日  | 是       | —; 巴勒斯坦—塞尔维亚关系 细节 由南斯拉夫社会主义联邦共和国承认。南斯拉夫联盟共和国（后来改名为塞爾維亞與蒙特內哥羅，于2006年被塞尔维亚取代）声称自己为联邦共和国继承者（尽管联合国不承认其为继承者），并承诺遵守联邦共和国所有的协定。 |
| 25   | 尚比亞           | 1988年11月16日  | 是       | 非盟 |
| 26   | 阿尔巴尼亚       | 1988年11月17日  | 是       | 北约, 伊斯兰合作组织; 阿尔巴尼亚—巴勒斯坦关系 细节 由阿尔巴尼亚社会主义人民共和国承认。 |
| 27   |                  | 1988年11月17日  | 是       | 东盟, 伊斯兰合作组织; 文莱—巴勒斯坦关系 |
| 28   |                  | 1988年11月17日  | 是       | 阿盟, 伊斯兰合作组织, 非盟; 吉布提—巴勒斯坦关系 |
| 29   | 模里西斯         | 1988年11月17日  | 是       | 非盟 |
| 30   | 苏丹             | 1988年11月17日  | 是       | 阿盟, 伊斯兰合作组织, 非盟; 巴勒斯坦—苏丹关系 |
| 31   | 賽普勒斯         | 1988年11月18日* | 是       | 欧盟; 塞浦路斯—巴勒斯坦关系 细节 2011年1月，塞浦路斯政府重申其在1988年对巴勒斯坦国予以承认，并补充说其不承认对1967年边界进行任何变化。 |
| 32   | 捷克 （有爭議）  | 1988年11月18日  | 是       | 欧盟, 北约 细节 由捷克斯洛伐克社会主义共和国承认。天鵝絨分離后，捷克共和国与斯洛伐克共和国皆继续维持其外交关系。尽管自21世纪10年代开始，捷克政府就对是否继续承认巴勒斯坦提出异议，并多次在涉及巴以问题的联合国决议当中支持以色列，但并未正式撤回捷克斯洛伐克在1988年所做出的承认。截至2024年，捷克政府和巴勒斯坦国仍保持外交关系。                                                                      |
| 33   | 斯洛伐克         | 1988年11月18日  | 是       | 欧盟, 北约; 巴勒斯坦—斯洛伐克关系 细节 由捷克斯洛伐克社会主义共和国承认。天鵝絨分離后，捷克共和国与斯洛伐克共和国皆继续维持其外交关系。 |
| 34   | 埃及             | 1988年11月18日  | 是       | 阿盟, 伊斯兰合作组织, 非盟, 金砖国家; 埃及—巴勒斯坦关系 |
| 35   |                  | 1988年11月18日  | 是       | 伊斯兰合作组织, 非盟 |
| 36   | 印度             | 1988年11月18日  | 是       | 金砖国家, 二十国集团, 南盟; 印度—巴勒斯坦关系 |
| 37   | 奈及利亞         | 1988年11月18日  | 是       | 伊斯兰合作组织, 非盟; 尼日利亚—巴勒斯坦关系 |
| 38   | 塞舌尔           | 1988年11月18日  | 是       | 非盟 |
| 39   | 斯里蘭卡         | 1988年11月18日  | 是       | 南盟; 巴勒斯坦—斯里兰卡关系 |
| 40   | 纳米比亚         | 1988年11月19日  | 是       | 非盟; 纳米比亚—巴勒斯坦关系 细节 纳米比亚由纳米比亚人组党建立，其以联合国观察员实体的身份予以承认。 |
| 41   | 俄羅斯           | 1988年11月19日  | 是       | 金砖国家, 集体安全条约组织, 二十国集团, 联合国安理会（常任理事国）; 巴勒斯坦—俄罗斯关系 细节 由苏联予以承认，2011年1月，俄罗斯总统德米特里·阿纳托利耶维奇·梅德韦杰夫重申了其立场。 |
| 42   | 白俄羅斯         | 1988年11月19日  | 是       | 集体安全条约组织; 白俄罗斯—巴勒斯坦关系 细节 由白俄罗斯苏维埃社会主义共和国予以承认。白俄罗斯为其合法继承者，白俄羅斯憲法宣称：“在本宪法生效之前于白俄罗斯境内适用的法律，法令和其他法案，如不违反白俄罗斯宪法，则可适用于特定领域。” |
| 43   | 乌克兰           | 1988年11月19日  | 是       | —; 巴勒斯坦—乌克兰关系 细节 由乌克兰苏维埃社会主义共和国承认。乌克兰为其合法继承者。现共和国将继续维持“苏联时期国际协议中未违背乌克兰宪法及共和国利益的一切权利和义务”。 |
| 44   | 越南             | 1988年11月19日  | 是       | 东盟; 巴勒斯坦—越南关系 |
| 45   | 中國             | 1988年11月20日  | 是       | 金砖国家, 二十国集团, 联合国安理会（常任理事国）; 中國—巴勒斯坦關係 |
| 46   | 布吉納法索       | 1988年11月21日  | 是       | 伊斯兰合作组织, 非盟; 布基纳法索—巴勒斯坦关系 |
| 47   |                  | 1988年11月21日  | 是       | 阿盟, 伊斯兰合作组织, 非盟; 科摩罗—巴勒斯坦关系 |
| 48   | 几内亚           | 1988年11月21日  | 是       | 伊斯兰合作组织, 非盟 |
| 49   |                  | 1988年11月21日  | 是       | 伊斯兰合作组织, 非盟 |
| 50   | 柬埔寨           | 1988年11月21日  | 是       | 东盟 细节 由今柬埔寨之前身柬埔寨人民共和國承认。在内战期间，民主柬埔寨早先其三天予以承认。 |
| 51   |                  | 1988年11月21日  | 是       | 伊斯兰合作组织, 非盟 |
| 52   | 蒙古国           | 1988年11月22日  | 是       | — 细节 由蒙古人民共和国承认。 |
| 53   | 塞内加尔         | 1988年11月22日  | 是       | 伊斯兰合作组织, 非盟 |
| 54   | 匈牙利           | 1988年11月23日  | 是       | 欧盟, 北约; 匈牙利—巴勒斯坦关系 细节 由匈牙利人民共和国承认。 |
| 55   |                  | 1988年11月24日  | 是       | 非盟 |
| 56   | Korea, North !   | 1988年11月24日  | 是       | —; 朝鲜—巴勒斯坦关系 |
| 57   | 尼日尔           | 1988年11月24日  | 是       | 伊斯兰合作组织, 非盟 |
| 58   | 羅馬尼亞         | 1988年11月24日  | 是       | 欧盟, 北约; 巴勒斯坦—罗马尼亚关系 细节 由罗马尼亚社会主义共和国承认。 |
| 59   | 坦桑尼亚         | 1988年11月24日  | 是       | 非盟; 巴勒斯坦—坦桑尼亚关系 |
| 60   | 保加利亚         | 1988年11月25日  | 是       | 欧盟, 北约; 保加利亚—巴勒斯坦关系 细节 由保加利亞人民共和國承认。 |
| 61   | 馬爾地夫         | 1988年11月28日  | 是       | 伊斯兰合作组织, 南盟; 马尔代夫—巴勒斯坦关系 |
| 62   |                  | 1988年11月29日  | 是       | 非盟 |
| 63   | 多哥             | 1988年11月29日  | 是       | 伊斯兰合作组织, 非盟 |
| 64   | 辛巴威           | 1988年11月29日  | 是       | 非盟; 巴勒斯坦—津巴布韦关系 |
| 65   |                  | 1988年12月1日   | 是       | 伊斯兰合作组织, 非盟 |
| 66   |                  | 1988年12月2日   | 是       | 东盟 |
| 67   |                  | 1988年12月3日   | 是       | 伊斯兰合作组织, 非盟 |
| 68   | 乌干达           | 1988年12月3日   | 是       | 伊斯兰合作组织, 非盟 |
| 69   | 刚果共和国       | 1988年12月5日   | 是       | 非盟 细节 由刚果人民共和国承认。 |
| 70   | 安哥拉           | 1988年12月6日   | 是       | 非盟 细节 由安哥拉人民共和国承认。 |
| 71   | 莫桑比克         | 1988年12月8日   | 是       | 伊斯兰合作组织, 非盟 细节 由莫桑比克人民共和国承认。 |
| 72   | 聖多美和普林西比 | 1988年12月10日  | 否       | 非盟 |
| 73   | 加彭             | 1988年12月12日  | 是       | 伊斯兰合作组织, 非盟 |
| 74   | 阿曼             | 1988年12月13日  | 是       | 阿盟, 海合会, 伊斯兰合作组织; 阿曼—巴勒斯坦关系 |
| 75   | 波蘭             | 1988年12月14日  | 是       | 欧盟, 北约; 巴勒斯坦—波兰关系 细节 由波兰人民共和国承认。 |
| 76   | 刚果民主共和国   | 1988年12月18日  | 否       | 非盟 细节 由扎伊尔共和国承认。该国由蒙博托·塞塞·塞科统治，直至第一次刚果战争中蒙博托于1997年卸任，扎伊尔共和国为刚果民主共和国取代。 |
| 77   |                  | 1988年12月19日  | 是       | 非盟 |
| 78   | 尼泊尔           | 1988年12月19日  | 否       | 南盟 细节 由尼泊尔王国承认。 |
| 79   |                  | 1988年12月22日  | 否       | 非盟 |
| 80   | 中非             | 1988年12月23日  | 否       | 非盟 |
| 81   | 不丹             | 1988年12月25日  | 否       | 南盟 |
| 82   | 卢旺达           | 1989年1月2日    | 否       | 非盟 |
| 83   | 衣索比亞         | 1989年2月4日    | 是       | 非盟, 金砖国家; 埃塞俄比亚—巴勒斯坦关系 细节 由埃塞俄比亚人民民主共和国承认。 |
| 84   | 伊朗             | 1989年2月4日    | 是       | 金砖国家, 伊斯兰合作组织; 伊朗—巴勒斯坦关系 |
| 85   |                  | 1989年5月12日   | 是       | 伊斯兰合作组织, 非盟 细节 由贝宁人民共和国承认。 |
| 86   |                  | 1989年5月12日   | 是       | 非盟; 肯尼亚—巴勒斯坦关系 |
| 87   | 赤道几内亚       | 1989年5月       | 是       | 非盟 |
| 88   |                  | 1989年8月21日   | 是       | 太平洋岛国论坛 |
| 89   | 菲律賓           | 1989年9月4日    | 是       | 东盟; 巴勒斯坦—菲律宾关系 |
| 90   |                  | 1991年7月1日    | 是       | 非盟 |
| 91   |                  | 1992年4月6日    | 是       | 集体安全条约组织, 伊斯兰合作组织, 突厥国家组织; 哈萨克斯坦—巴勒斯坦关系 |
| 92   |                  | 1992年4月15日   | 是       | 伊斯兰合作组织, 突厥国家组织; 阿塞拜疆—巴勒斯坦关系 |
| 93   |                  | 1992年4月17日   | 是       | 伊斯兰合作组织 |
| 94   |                  | 1992年4月25日   | 是       | —; 格鲁吉亚—巴勒斯坦关系 |
| 95   |                  | 1992年5月27日   | 是       | —; 波斯尼亚和黑塞哥维那—巴勒斯坦关系 细节 由波斯尼亚和黑塞哥维那共和国承认。 |
| 96   |                  | 1994年4月2日    | 是       | 集体安全条约组织, 伊斯兰合作组织 |
| 97   |                  | 1994年9月25日   | 是       | 伊斯兰合作组织, 突厥国家组织 |
| 98   |                  | 1994年10月4日   | 是       | 太平洋岛国论坛 |
| 99   | 南非             | 1995年2月15日   | 是       | 非盟, 金砖国家, 二十国集团; 巴勒斯坦—南非關係 |
| 100  |                  | 1995年9月12日   | 是       | 集体安全条约组织, 伊斯兰合作组织, 突厥国家组织; 吉尔吉斯斯坦—巴勒斯坦关系 |
| 101  | 马拉维           | 1998年10月23日* | 是       | 非盟 |
| 102  | 东帝汶           | 2004年3月1日    | 是       | — |
| 103  | 巴拉圭           | 2005年3月25日*  | 是       | 南方共同市场(南共市), 美洲国家组织 细节 2011年1月28日，巴拉圭外交部书面重申其政府对巴勒斯坦国予以承认的立场。声明指出，2005年两国政府建立外交关系即意味着相互承认。 |
| 104  | 蒙特內哥羅       | 2006年7月24日   | 是       | 北约; 黑山—巴勒斯坦关系 |
| 105  |                  | 2008年2月5日    | 是       | 美洲国家组织 |
| 106  | 黎巴嫩           | 2008年11月30日  | 是       | 阿盟, 伊斯兰合作组织; 黎巴嫩—巴勒斯坦关系 细节 所给日期为第一次官方承认日期。1989年巴勒斯坦向联合国教科文组织递交的文件中，黎巴嫩被列为承认巴勒斯坦的国家，但是并无日期。此表格递交并未被黎巴嫩反对，但后来的消息来源表明，直到2008年黎巴嫩才予以了官方承认，黎巴嫩内阁批准与巴勒斯坦国建立全面外交关系，但未定下日期。2011年8月11日，内阁同意执行先前的决定，阿巴斯于8月16日正式启用了驻贝鲁特大使馆。 |
| 107  |                  | 2008年12月1日   | 是       | 伊斯兰合作组织, 非盟 |
| 108  | 委內瑞拉         | 2009年4月27日   | 是       | —; 巴勒斯坦—委内瑞拉关系 |
| 109  |                  | 2009年7月14日   | 是       | 美洲国家组织 |
| 110  | 巴西             | 2010年12月1日*  | 是       | 金砖国家, 二十国集团, 南共市, 美洲国家组织; 巴西—巴勒斯坦关系 |
| 111  | 阿根廷           | 2010年12月6日*  | 是       | 二十国集团, 南共市, 美洲国家组织; 阿根廷—巴勒斯坦关系 |
| 112  | 玻利维亚         | 2010年12月17日* | 是       | 美洲国家组织; 玻利维亚—巴勒斯坦关系 |
| 113  |                  | 2010年12月24日* | 是       | 美洲国家组织; 厄瓜多尔—巴勒斯坦关系 |
| 114  | 智利             | 2011年1月7日    | 是       | 美洲国家组织; 智利—巴勒斯坦关系 |
| 115  |                  | 2011年1月13日*  | 是       | 加勒比共同体 (加共体), 美洲国家组织, 伊斯兰合作组织 |
| 116  | 秘魯             | 2011年1月24日   | 是       | 美洲国家组织; 巴勒斯坦—秘鲁关系 |
| 117  | 苏里南           | 2011年2月1日*   | 否       | 加共体, 美洲国家组织, 伊斯兰合作组织 |
| 118  | 乌拉圭           | 2011年3月15日   | 是       | 南共市, 美洲国家组织; 巴勒斯坦—乌拉圭关系 |
| 119  | 賴索托           | 2011年6月6日*   | 是       | 非盟 |
| 120  | 南蘇丹           | 2011年7月9日    | 是       | 非盟 |
| 121  | 叙利亚           | 2011年7月18日*  | 是       | 阿盟, 伊斯兰合作组织; 巴勒斯坦—叙利亚关系 |
| 122  | 利比里亚         | 2011年7月19日   | 否       | 非盟 |
| 123  | 薩爾瓦多         | 2011年8月25日   | 是       | 美洲国家组织; 萨尔瓦多—巴勒斯坦关系 |
| 124  |                  | 2011年8月26日*  | 是       | 美洲国家组织; 洪都拉斯—巴勒斯坦关系 |
| 125  |                  | 2011年8月29日*  | 是       | 加共体, 美洲国家组织 |
| 126  |                  | 2011年9月9日*   | 是       | 加共体, 美洲国家组织 |
| 127  | 多米尼克         | 2011年9月19日   | 是       | 加共体, 美洲国家组织 |
| 128  | 安地卡及巴布達   | 2011年9月22日*  | 是       | 加共体, 美洲国家组织 |
| 129  | 格瑞那達         | 2011年9月25日   | 是       | 加共体, 美洲国家组织 |
| 130  | 冰島             | 2011年12月15日* | 是       | 欧洲自由贸易联盟, 北约; 冰島—巴勒斯坦關係 |
| 131  | 泰國             | 2012年1月18日*  | 是       | 东盟; 巴勒斯坦—泰国关系 |
| 132  |                  | 2013年4月9日    | 否       | 美洲国家组织 |
| 133  | 海地             | 2013年9月27日   | 是       | 加共体, 美洲国家组织 |
| 134  | 瑞典             | 2014年10月30日  | 是       | 欧盟, 北约; 巴勒斯坦—瑞典关系 |
| 135  | 圣卢西亚         | 2015年9月14日   | 是       | 加共体, 美洲国家组织 |
| 136  | 哥伦比亚         | 2018年8月3日    | 是       | 美洲国家组织 |
| 137  | 圣基茨和尼维斯   | 2019年7月29日   | 是       | 加共体, 美洲国家组织 |
| 138  |                  | 2024年4月19日*  | 是       | 加共体, 美洲国家组织 |
| 139  | 牙买加           | 2024年4月22日   | 否       | 加共体, 美洲国家组织 |
| 140  | 千里達及托巴哥   | 2024年5月2日    | 是       | 加共体, 美洲国家组织 |
| 141  | 巴哈马           | 2024年5月7日    | 否       | 加共体, 美洲国家组织 |
| 142  | 愛爾蘭           | 2024年5月28日   | 是       | 欧盟; 爱尔兰—巴勒斯坦关系 |
| 143  | 挪威             | 2024年5月28日   | 是       | 欧洲自由贸易联盟, 北约; 挪威—巴勒斯坦关系 |
| 144  | 西班牙           | 2024年5月28日   | 是       | 欧盟, 北约; 巴勒斯坦—西班牙关系 |
| 145  | 斯洛維尼亞       | 2024年6月4日    | 是       | 欧盟, 北约 |
| 146  | 亞美尼亞         | 2024年6月21日   | 是       | 集体安全条约组织; 亚美尼亚—巴勒斯坦关系 |
| 147  | 墨西哥           | 2025年2月5日    | 是       | 二十国集团, 美洲国家组织; 墨西哥—巴勒斯坦关系 |

## 非联合国成员国
| 序号 | 国家                   | 承认时间       | 外交关系 | 注释                                      |
| ---- | ---------------------- | -------------- | -------- | ----------------------------------------- |
| 148  | 撒拉威阿拉伯民主共和國 | 1988年11月15日 | 否       | 非盟；巴勒斯坦—阿拉伯撒哈拉民主共和国关系 |
| 149  | 聖座                   | 2013年2月      | 是       | —; 圣座—巴勒斯坦关系                      |

## 注解
1. 1 2  Either with the Palestinian National Authority, the Palestine Liberation Organization, or the State of Palestine. The institution is specified where known.